# Хюнфельд

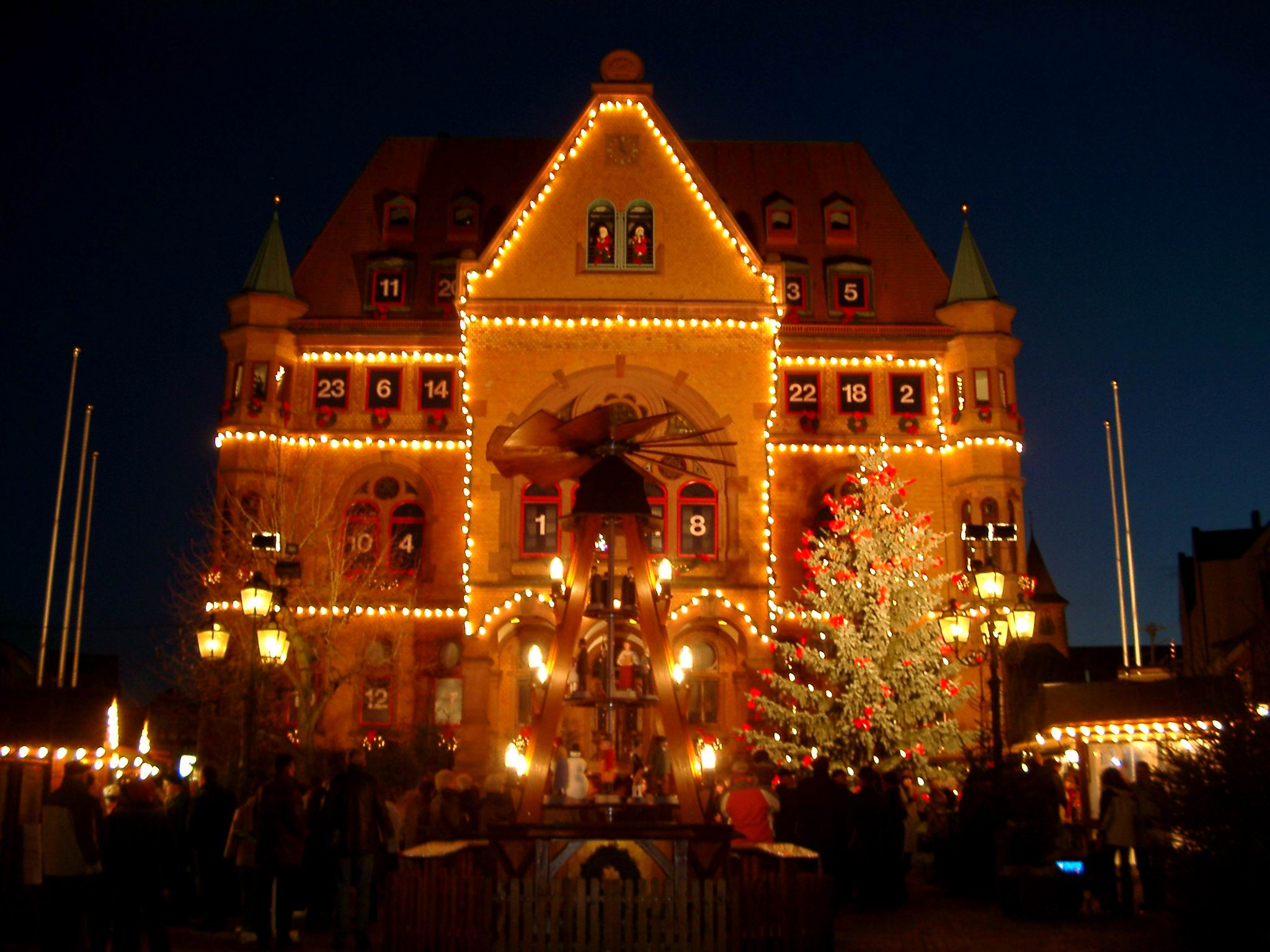
Хюнфельд

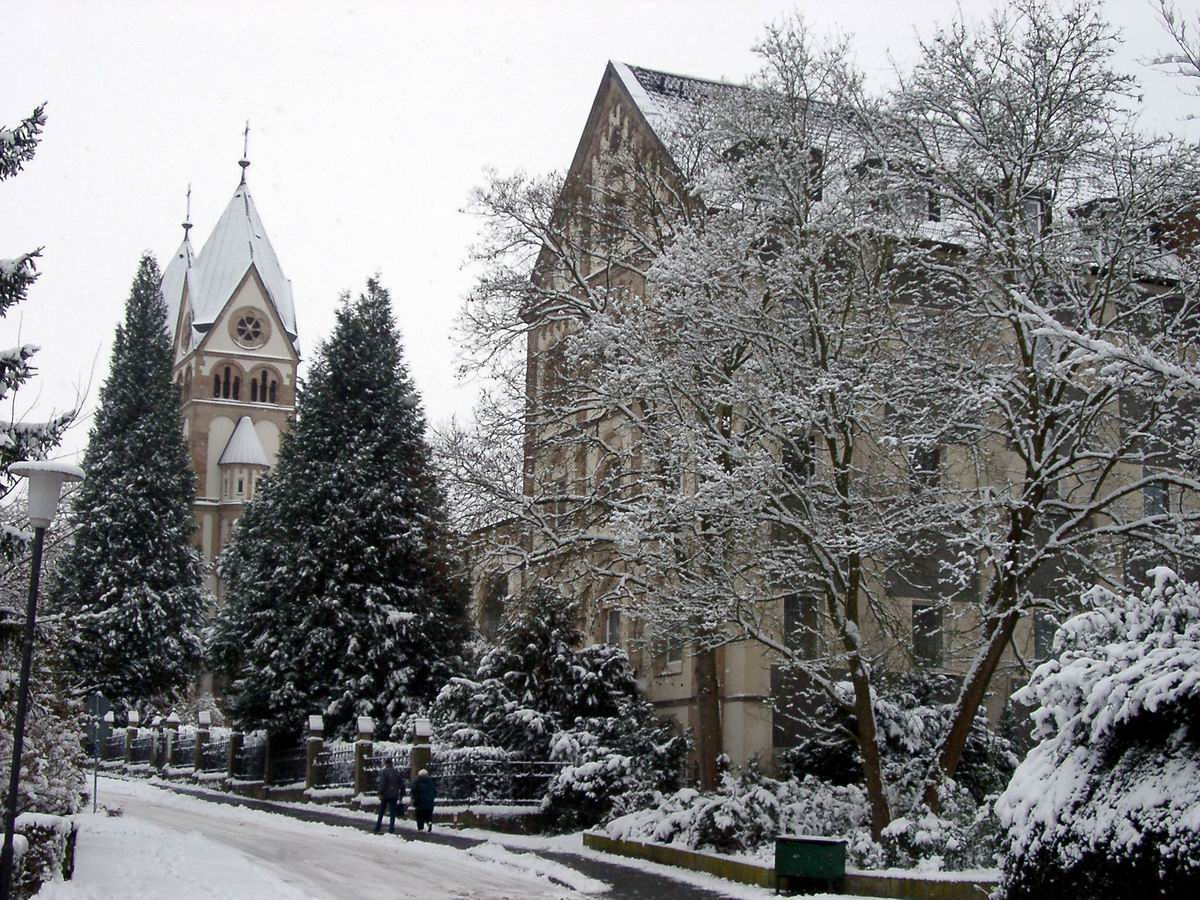
Хюнфельд

Хюнфельд (нем. Hünfeld) — город в Германии, в земле Гессен. Подчинён административному округу Кассель. Входит в состав района Фульда.  Население составляет 15 989 человек (на 31 декабря 2010 года). Занимает площадь 119,77 км². Официальный код — 06 6 31 015.